# 合成数
合成数（ごうせいすう、英: Composite number）は、自然数で、1とその数自身以外の約数を持つ数である。

## 概要

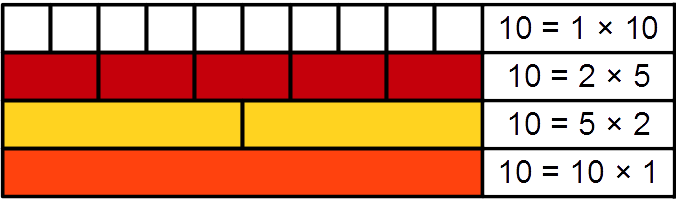
キュイゼネールロッドを用いた合成数10の全ての約数の図解。

0から100までの自然数の一覧。合成数は黄緑色の長方形の上に黒い数字で書かれている。

「prime」は素数。「composite」は合成数。合成数は長方形に並べることができるが、素数は長方形に並べられない。

2つ以上の素数の積で表すことのできる自然数と定義してもよい。
例えば、15は1と15自身以外に3と5を約数に持つ（または 3×5 と素数の積で表される）ので合成数である。
約数は3個以上となる。
最小の素数は2であり、これを2乗した4が最小の合成数となる。合成数は無数にあり、4から小さい順に列記すると次のようになる。
4, 6, 8, 9, 10, 12, 14, 15, 16, 18, 20, 21, 22, 24, 25, 26, 27, 28, 30, …(オンライン整数列大辞典の数列 A002808)
素数を2乗した数は1つしか素因数を持たないが、9 = 3×3 のように2つの素数の積で表せる合成数である。
このような数は4から順に列記するとこのようになる。
4、9、25、49、121、169、289、361、529、841、961、1369、1681の順。
合成数はおおよそ「素数でない自然数」と考えられる。
ただし自然数の内 1 は合成数や素数ではない。また自然数に 0 を含む場合は 0 も合成数や素数ではない。
言い換えれば、「1 と素数と合成数から自然数が構成される」とも捉えることが出来る。解釈によっては、これに 0 を加える。

## 数学的性質
- 4以上の全ての偶数は合成数である。6以上の全ての偶数は少なくとも4個の約数を持つ。
- 6以上の数では一の位が 0, 2, 4, 5, 6, 8 であれば全て合成数である。
- 10以上の数で数字和が3の倍数となる数（21、27、33、39、51、57、63、69、81、87、93、99等）は全て合成数である。
- {\displaystyle (n-1)!\,\,\,\equiv \,\,0{\pmod {n}}}　6 ≦ n である合成数 n はこの式を満たす。
- 合成数は少なくとも3個の約数を持つ。また素数の2乗以外の合成数は少なくとも4個の約数を持つ。最少個の約数を持つ合成数は素数 p を2乗した p2 で、1, p, p2 の3つがその約数である。
- 3番目以降の多角数は合成数である。また、完全数や過剰数も全て合成数である。
- 任意の自然数 n に対して、連続する n 個の合成数を自然数列から取り出すことができる。
  - (n + 1)! + 2, (n + 1)! + 3, …, (n + 1)! + (n + 1) は連続する n 個の合成数である。
- 10進数では、8以上のハーシャッド数は全て合成数である。また、8以上でレピュニットでないズッカーマン数も全て合成数である。